# Buronson
Yoshiyuki Okamura (岡村善行?, Okamura Yoshiyuki; Nagoya, 16 giugno 1947) è un fumettista e sceneggiatore di manga giapponese.
Noto anche con i nomi d'arte di Buronson (武論尊, scrittura giapponese di Bronson, dal famoso Charles Bronson, cui sembra assomigliare e di cui è un grande fan) o Shō Fumimura (史村 翔 - Fumimura Shō), ha sceneggiato manga di successo come Ken il guerriero e Sanctuary, insieme a disegnatori come Tetsuo Hara, Ryōichi Ikegami e Kentarō Miura.

## Biografia
Buronson nacque nella prefettura di Aichi nel 1947. Si diplomò all'accademia dell'Aviazione Giapponese nel 1967 e prestò servizio come tecnico radar. Nel 1969 si dimise dalla Marina Giapponese e venne presto ingaggiato dal mangaka Hiroshi Motomiya come assistente.
Iniziò così la sua carriera di sceneggiatore di fumetti con Pink Punch: Miyabi nel 1972, disegnato da Goro Sakai. Nel 1975 Buronson scrisse il suo primo grande successo, The Doberman Detective, disegnato da Shinji Hiramatsu.
Il celebre Ken il guerriero fece il suo debutto nel 1983, disegnato da Tetsuo Hara, ed in breve divenne il più grande successo di Buronson. Nel 1989 la sua storia Il re lupo venne serializzata sulla rivista Animal Magazine, disegnata da Kentarō Miura, e nel 1990 ne venne realizzato un sequel, La leggenda del re lupo, ancora disegnato da Miura. Con il mangaka ha collaborato anche per il volume Japan, nel 1992.
Buronson ha anche collaborato con Ryōichi Ikegami in diverse opere, come Strain, Human e soprattutto il fortunato Sanctuary. Tra i suoi altri lavori maggiori figura The Phantom Gang, disegnato da Kaoru Shintani.

## Influenze
Buronson è stato maggiormente influenzato dai film di  Mad Max e da quelli di Bruce Lee e Sergio Leone.

## Opere
- Gorō-kun Tōjō (1972, disegnato da Yō Hasebe)
- Pink Punch Miyabi (1974, disegnato da Gorō Sakai)
- Doberman Detective (1975, 18 volumi, disegnati da Shinji Hiramatsu)
- Phantom Burai (1978-1984, disegnato da Kaoru Shintani)
- Ring no Takaō (1979, disegnato da Jiro Kuwata)
- Oh! Takarajika (1981-1983, disegnato da Shinji Ono)
- Wild Way (1982, disegnato da Daisuke Inoue)
- Holdup (1982, disegnato da Hikaru Yuzuki)
- Ten made Agare (1982, disegnato da Tatsuo Kanai)
- Mad Dog (1983, disegnato da Kei Takazawa)
- Hokuto No Ken (dal 1983 al 1988, 27 volumi, disegnati da Tetsuo Hara)
- Chu-high LEMON (1983-1988, art by Tsutomu Shinohara)
- Mammoth (1985-1988, disegnato da Takaki Konari)
- Dr. Kumahige (1988, disegnato da Takumi Nagayasu)
- Shogun (1988-1991, disegnato da Jūzō Tokoro)
- Migi-muke Hidari (1989-1991, disegnato da Shinichi Sugimura)
- Il Re Lupo (1989, disegnato da Kentarō Miura)
- La Leggenda del Re Lupo (1990, disegnato da Kentarō Miura)
- Maji da yo (1990, disegnato da Hikaru Yuzuki)
- Japan (1992, 1 volume, disegnato da Kentaro Miura)
- Mushimushi Korokoro (dal 1993 al 1996, 11 volumi, disegnati da Tsuyoshi Adachi)
- Strain (dal 1997 al 1998, 5 volumi, disegnati da Ryōichi Ikegami)
- Human
- Heat (dal 1999 al 2004, 17 volumi, disegnati da Ryōichi Ikegami)
- Sanctuary (dal 1990 al 1995, 12 volumi, disegnati da Ryōichi Ikegami)
- Go For Break (2000, 3 volumi, disegnati da Tsuyoshi Adachi)
- Rising Sun (2002, 3 volumi, disegnati da Tokihiko Matsuura)
- G -Gokudo Girl- (dal 2003 al 2004, 5 volumi, disegnati da Hidenori Hara)
- Soten No Ken (dal 2001 al 2010, 22 volumi, disegnati da Tetsuo Hara)
- Lord (dal 2004 al 2011, 22 volumi, disegnati da Ryōichi Ikegami)